# Pigface
 (avril 2025).
Si vous disposez d'ouvrages ou d'articles de référence ou si vous connaissez des sites web de qualité traitant du thème abordé ici, merci de compléter l'article en donnant les références utiles à sa vérifiabilité et en les liant à la section « Notes et références ».
En pratique : Quelles sources sont attendues ? Comment ajouter mes sources ?
Pigface est un supergroupe de rock industriel formé en 1990 à Chicago par Martin Atkins et Bill Rieflin.
Le groupe s'est formé à la suite de la tournée de Ministry The Mind Is A Terrible Thing To Taste. Pour cette tournée, Al Jourgensen fait venir Nivek Ogre, Chris Connelly et Martin Atkins, alors batteur de Killing Joke. Le batteur habituel de Ministry, Rieflin, est lui aussi présent. Atkins, tout en appréciant la dynamique de jeu offerte par la présence d'un second batteur, pense alors que leur formation peut devenir bien plus qu'un simple « groupe de reprises de Ministry ». Une fois la tournée finie, Atkins et Rieflin décident donc de continuer à travailler ensemble. Pigface naît dans la ferme intention de laisser sans cesse la porte ouverte à des collaborateurs à l'esprit tourné vers les musiques expérimentales.
Trent Reznor est l'un de leurs premiers partenaires, avant que Nine Inch Nails ne soit réellement connu. Suck, coécrit et chanté par Reznor, devient en quelque sorte un hit confidentiel, et Reznor réécrit le morceau pour la sortie du maxi Broken.
Finalement, Rieflin quitte le groupe, laissant Atkins se charger de son avenir. Les dizaines, voire centaines de collaborateurs ayant enregistré ou joué en concert pour Pigface ont permis d'assurer un caractère unique à chaque morceau et chaque album. Cette pratique a cependant valu au groupe quelques critiques négatives, à cause d'un apparent manque de continuité artistique.
Les performances de Pigface en concert sont reconnaissables à la grande énergie qui s'en dégage. Régulièrement, il est possible de voir jusqu'à dix personnes sur scène. Non seulement parce qu'Atkins et les autres membres du groupe aiment interagir avec le public, mais aussi parce que certains spectateurs sont parfois invitées à monter sur scène pour les rappels.

## Liste partielle des membres du groupe (par ordre alphabétique)

### de A à E
- Patti Adachi
- Steve Albini de Big Black, Rapeman et Shellac
- Martin Atkins de Public Image Ltd., Ministry, Brian Brain, Killing Joke, The Love Interest, Nine Inch Nails, Spasm et Murder, Inc.
- Matt B. de Concrete Automaton
- Paul Barker de Lead Into Gold, Ministry, Revolting Cocks, PTP, Acid Horse, 1000 Homo DJs, Lard, Pailhead et The Blackouts
- Jello Biafra de Dead Kennedys et Lard
- Michael Bishop (dit « Beefcake The Mighty ») de GWAR, Kepone et American Grizzly
- Bella Black
- Gry Bagøien
- Leila Bela
- Bob Dog de Evil Mothers
- F.N. Dangoy dit « Bones »
- Fallon Bowman de Amphibious Assault et Kittie
- Casper Brotzman de Massaker
- Mary Byker de Gaye Bykers on Acid et Hyperhead
- Meg Lee Chin (O' Leary) de Crunch and The Great White Trash
- Chris Connelly de Ministry, PTP, Acid Horse, The Love Interest, FiniTribe, Murder, Inc. et Revolting Cocks
- Danny Carey de Tool
- Arturo De Leon de Martyr Colony
- Duane Denison de The Jesus Lizard et Tomahawk
- Mike Dillon
- Edsel Dope de Dope
- Taime Downe de Faster Pussycat et The Newlydeads
- Jamie Duffy de Acumen Nation et DJ? Acucrack
- Hanin Elias de Atari Teenage Riot
- En Esch de Slick Idiot et anciennement de KMFDM
- « The Enigma » de Jim Rose Circus

### de F à J
- Paul Ferguson de Killing Joke, Murder, Inc. et The Orb
- Dirk Flannigan de 77 Luscious Babes
- Flea des Red Hot Chili Peppers
- « Flour »
- Black Francis des Pixies
- « Fuzz » de Silverfish
- Joel Gausten de The Undead
- Laura Gomel de My Life with the Thrill Kill Kult
- Michael Gira de Swans
- Vince H. de dedFROGZ
- Chris Haskett de Rollins Band
- Marc Heal de Cubanate
- Barbara Hunter (Ruchhoft) de Roundhead
- Penn Jillette de Penn & Teller
- Sean Joyce de Revolting Cocks

### de K à O
- Algis Kizys de Swans
- Krztoff de Bile
- Gaelynn Lea
- Keith Levene de Public Image Ltd.
- Levi (Charles) Levi de My Life with the Thrill Kill Kult et Silence
- Jared Louche de Chemlab
- Lunar
- Lydia Lunch
- John Lydon de Public Image Ltd. et des Sex Pistols
- Curse Mackey de Evil Mothers et Spasm
- Groovie Mann de My Life with the Thrill Kill Kult
- Jim Marcus de Die Warzau
- Doug McCarthy de Nitzer Ebb
- Jason McNinch de Lick
- Kurt Moore
- Jason More
- Hope Nicholls de Sugarsmack et Fetchin' Bones
- Jason Novak de Acumen Nation et DJ? Acucrack
- Nivek Ogre de Skinny Puppy, ohGr, Revolting Cocks et Ministry

### de P à T
- Genesis P-Orridge de Psychic TV et Throbbing Gristle
- Alex Paterson de The Orb
- Sean Payne de Cyanotic
- Eric Pounder de Pounder et Dead Voices on Air
- Chris Randall de Sister Machine Gun
- Leslie Rankine de Silverfish et Ruby
- Paul Raven de Prong, Murder, Inc. et Killing Joke
- Trent Reznor de Nine Inch Nails
- Bill Rieflin de Ministry, Revolting Cocks, Acid Horse, PTP, 1000 Homo DJs, Lard, Pailhead, The Blackouts, Swans, KMFDM et R.E.M.
- Stuart Saint de Egypticon
- Patrick Sane de Evil Mothers et Boxcar Satan
- Matt Schultz de Lab Report
- Günter Schulz de Slick Idiot et anciennement de KMFDM
- Seibold de Hate Dept.
- Shonen Knife
- Siggy de The Sugarcubes
- David William Sims de The Jesus Lizard et Scratch Acid[1]
- Jonny Sharples de Adelleda
- Pat Sprawl de Skinny Puppy et Dead Surf Kiss
- Louis Svitek de M.O.D., Mindfunk, Ministry et Front Line Assembly
- David Suycott de Stabbing Westward
- James Teitelbaum de Evil Clowns et Left Orbit Temple
- Terry
- J. G. Thirlwell (dit « Clint Ruin ») de Fœtus, Wiseblood et Steroid Maximus
- Dave Trumfio
- Joe Trump de Eliott Sharp's Carbon
- William Tucker de My Life with the Thrill Kill Kult et Ministry

### de U à Z
- Chris Vrenna de Nine Inch Nails et Tweaker
- Mark Walk de Ruby, ohGr et Skinny Puppy
- Geordie Walker de Killing Joke
- Scott Watanabe
- Andrew Weiss de Rollins Band, Butthole Surfers et Ween
- David Yow de The Jesus Lizard et Scratch Acid
- Betty X
- Wayne Static de Static-X

## Discographie partielle
- 1990 : Spoon Breakfast
- 1990 : Lean Juicy Pork — entretien de presse
- 1991 : Gub (produit par Steve Albini)
- 1991 : Welcome to Mexico... Asshole — album en concert
- 1992 : Fook
- 1993 : Washingmachine Mouth — collection de remixes
- 1993 : Truth Will Out
- 1994 : Notes From Thee Underground
- 1995 : Feels Like Heaven — collection de remixes
- 1997 : A New High in Low
- 1998 : Below the Belt — collection de remixes
- 1998 : Eat Shit You Fucking Redneck - album en concert
- 2001 : The Best of Pigface Preaching to the Perverted
- 2003 : Easy Listening for Difficult Fuckheads
- 2003 : Glitch
- 2003 : Headfuck — collection de remixes
- 2004 : 8 Bit Head
- 2004 : Clubhead — collection de remixes
- 2004 : Crackhead — collection de remixes
- 2004 : Dubhead
- 2005 : Free For All Tour Demo
- 2005 : Pigface Vs. The World — compilation
- 2005 : Gub/welcome To Mexico — remaster
- 2006 : The Head Remixes — compilation